# Vương cung thánh đường Santa Maria della Salute
Vương cung thánh đường Santa Maria della Salute (Thánh Maria Sức khỏe), thường được gọi đơn giản là Salute, là tiểu vương cung thánh đường Công giáo Rôma nằm gần Kênh Lớn và khu dinh thự Punta della Dogana tại thành phố Venice, Ý.
Năm 1630, Venezia bùng phát một đợt dịch hạch dữ dội bất thường. Cộng hòa Venezia đã khấn hứa xây dựng một nhà thờ dâng cho Đức Mẹ Cứu chữa (Salute trong tiếng Ý) để xin cứu giúp thành phố khỏi dịch bệnh. Nhà thờ do kiến trúc sư Baldassare Longhena thiết kế với phong cách baroque trang nhã và việc xây dựng được bắt đầu vào năm 1631.